# 서온
제충무왕 서온(齊忠武王 徐溫, 862년 ~ 927년 11월 20일(음력 10월 23일))은 중국 당나라 말기의 군인이자, 오대 십국 시대 십국 오나라의 대장·섭정으로, 자는 돈미(敦美)이며, 해주 구산현(朐山縣) 사람이다. 그는 자신의 동료 장호와 함께 초대 홍농왕(오나라의 또다른 명칭으로, 이 당시에는 홍농군국으로 알려져 있었다) 양악을 암살하고, 이어 장호를 죽인 후 오나라의 실권을 장악했으며, 이후 양악의 동생이자 후계자인 양융연의 치세 전 기간 및 그의 동생이자 후계자인 양부의 치세 초반에 걸쳐 사실상의 절대적인 정책 결정자로 군림하였다. 사후, 그의 양자인 서지고(훗날의 이변)가 섭정으로서 그의 지위를 계승하였고, 최후에는 오나라의 제위를 찬탈하고 남당을 건국하면서 서온을 의조(義祖) 무황제(武皇帝)로 추존하였다.

## 생애
양행밀의 힘의 원천은 도적무리들과 당나라의 잔존병을 모아서 편성한 흑운도(黑雲都)라고 불리는 친위군단에 있었다. 이 군대는 전신을 검은 갑옷으로 무장하였기에 붙여진 이름이었다. 양행밀은 이들을 데리고 반대세력을 무찔렀으나 너무 이 군단을 의지한 결과 흑운도의 지휘관이었던 서온(徐溫)과 장호(張顥)가 실권을 장악하기에 이른다.
905년 양행밀이 죽자 장남 양악(楊渥)이 옹립되었다. 그 시기 강서번진을 파괴하고 영역을 남쪽까지 확대해서 초에게서 악주(鄂州;현재의 무한), 악주(岳州;현재의 악양)를 빼앗아 오의 최대 판도를 이룩했다. 그러나 양악은 완전히 괴뢰에 불과하였다. 그래서 그는 괴뢰에서 벗어나려고 하다가 908년 암살당하고, 동생 양융연(楊隆演;본명은 양위(楊渭)이다)이 새로운 괴뢰황제로 옹립되었다.
그해 서온은 장호를 제거하고 권력을 장악하여 918년 양융연을 오국왕으로 삼고, 자신은 태사(太師)가 되었다. 다음해 양융연이 죽자 동생 양부(楊溥)를 옹립하고 선양에 대한 준비에 들어갔으나, 927년 서온은 야망을 이루지 못하고 사망했다.
그 후 서온의 권력을 물려받은 양자 서지고(후에 이변)는 양부를 황제의 자리에 올린 뒤, 937년 선양을 받아 제(齊)나라를 건국했다. 이후 제나라는 국호를 고쳐 당나라(남당)이라고 하였다.

### 출신 배경 및 초기 경력
서온은 당 의종 함통 3년(862년)에 해주 구산(朐山, 지금의 강소성 연운항시 해주구 금병산(錦屛山) 북쪽)에서 태어났다. 젊은 시절, 그는 소금을 팔아 도적이 되었다. 그의 부모의 이름은 정사에는 전해지지 않는다. 그러나 그의 어머니의 성이 주(周)씨였다는 것이 알려져 있다. 어느 때부터인가(정확한 시기는 불명), 그는 여주자사 양행밀 휘하의 군인이 되었다.

## 가계
- 아버지：불명
- 어머니：주부인(周夫人, ? ~ 910년)
  - 본인 : 서온(徐溫, 862년 ~ 927년)
  - 배우자：백부인(白夫人, ? ~ ?) - 서온의 본처
    - 아들：위왕(魏王) 서지증(徐知證, ? ~ ?) - 937년 강왕(江王)에 봉해졌다가, 후에 다시 위왕에 봉해졌다. 각 주의 자사와 여러 번진(藩鎭)들의 절도사를 역임하였다. 42세로 사망하였으나, 구체적인 시점은 알 수 없다.
    - 아들：양회왕(梁懷王) 서지악(徐知諤, 905년 ~ 939년) - 937년 요왕(饒王)에 봉해졌다가, 후에 다시 양왕에 봉해졌다. 진해군(鎭海軍, 본부는 지금의 강소성 진강시에 있었다) 절도사

  - 배우자：이부인(李夫人, ? ~ ?) - 서온의 2번째 아내로 서지고의 양어머니이다. 939년 명덕황태후(明德皇太后)로 추존되었다.
  - 측실：진부인(陳夫人, ? ~ ?)
  - 생모 미상의 자녀
    - 아들：서지훈(徐知訓, ? ~ 918년) - 회남마보도군사(馬步都軍使)·창화군(昌化軍, 위치는 정사에 기록되어 있지 않다) 절도사. 섭정 2세로 있었으나, 오만·무례하고 포학(暴虐)한 행위를 일삼다가 918년 주근에게 죽임을 당하였다.
    - 아들：동해강왕(東海康王) 서지순(徐知詢, ? ~ 934년) - 최종 직위는 진남군(鎭南軍, 본부는 지금의 강서성 남창시에 있었다) 절도사. 아버지의 사후 섭정이 되려고 하였으나, 서지고에게 반항하다가 그와의 권력 다툼에서 패하고 실각하였다.
    - 아들：서지회(徐知誨, ? ~ 925년?) - 진남군 절도사
    - 아들：서지간(徐知諫, ? ~ 931년) - 진남군 절도사
    - 양자：서지고(徐知誥, 889년 ~ 933년) - 훗날 남당 열조로 즉위, 이변(李昪)으로 개명
    - 딸 : 이름 미상 - 출가하여 비구니가 되었다고 한다.
    - 딸 : 이름 미상
    - 사위 : 왕숭문(王崇文, ? ~ ?) - 관료. 대장 왕관(王綰)의 아들. 남당에서 각 주의 자사와 여러 번진들의 절도사를 역임하였다.
    - 딸：이름 미상 - 서지고가 오나라 황제로부터 선양을 받고 제나라를 건국하면서 광덕장공주(廣德長公主)에 봉해졌다.
    - 사위 : 이건훈(李建勳, 872년 ~ 952년) - 관료. 대장 이덕성의 넷째 아들. 서지고가 남당을 건국한 후 재상을 지냈다.

## 출전 및 참고 자료
1. 1 2 3  《신오대사》, 권61.
2. ↑  《자치통감》, 권276.
3. ↑  중앙연구원 음양력 변환기
4. ↑  《자치통감》, 권256.

- 《신오대사》, 권61.
- 《자치통감》, 권258·260·263·264·265·266·267·268·269·270·271·272·273·274·275·276.
- 《십국춘추》, 권13.